# Three Creeks Township
Pour les articles homonymes, voir Three Creeks.
Three Creeks Township est un township du comté de Boone dans le Missouri, aux États-Unis.

## Source de la traduction
- (en) Cet article est partiellement ou en totalité issu de l’article de Wikipédia en anglais intitulé « Three Creeks Township, Boone County, Missouri » (voir la liste des auteurs).